# Port lotniczy Negril
Port lotniczy Negril (IATA: NEG, ICAO: MKNG) – port lotniczy zlokalizowany w mieście Negril, na Jamajce.